# Turgay Bahadır
Turgay Bahadır (ur. 15 stycznia 1984 w Wiedniu) – turecki piłkarz występujący na pozycji napastnika. Zawodnik İstanbul BB.

## Kariera klubowa
Bahadır urodził się w Austrii w rodzinie pochodzenia tureckiego. Seniorską karierę rozpoczynał w 2002 roku w rezerwach Rapidu Wiedeń. Spędził w nich rok, a potem odszedł do Austrii Lustenau z Erste Ligi. Zadebiutował w niej 29 lipca 2003 roku w wygranym 3:1 pojedynku z DSV Leoben. W Austrii Lustenau występował przez 3 lata. W 2006 roku trafił do ekipy SC Schwanenstadt, także z Erste Ligi. Spędził tam rok.
W 2007 roku Bahadır podpisał kontrakt z tureckim Kayserisporem. W Süper Lig pierwszy mecz zaliczył 30 września 2007 roku przeciwko Denizlisporowi (0:2). W 2008 roku zdobył z zespołem Puchar Turcji. 5 października 2008 roku w wygranym 4:1 spotkaniu z Fenerbahçe SK strzelił pierwszego gola w Süper Lig.
W 2009 roku Bahadır odszedł do Bursasporu, również grającego w Süper Lig. Zadebiutował tam 9 sierpnia 2009 roku w wygranym 2:1 pojedynku z Kasımpaşą. W 2010 roku zdobył z klubem mistrzostwo Turcji. W 2012 roku przeszedł do İstanbul BB.

## Kariera reprezentacyjna
W reprezentacji Turcji Bahadır zadebiutował 22 maja 2010 roku w wygranym 2:1 towarzyskim meczu z Czechami.